# Mount Nickens
Mount Nickens är ett berg i Antarktis. Det ligger i Västantarktis. Inget land gör anspråk på området. Toppen på Mount Nickens är 357 meter över havet.
Terrängen runt Mount Nickens är platt. Trakten är obefolkad. Det finns inga samhällen i närheten.